# ジャン＝ピエール・ウーダン
ジャン＝ピエール・ウーダン（フランス語: Jean-Pierre Houdin、1951年6月26日 - ）は、フランスの建築家。ギザの大ピラミッドの建築方法について物議を醸す説を発表した。

## 人物
1999年、元土木技術者であるウーダンの父はピラミッドが内部から建造されたというアイデアを発展させ始めた。ジャン＝ピエール・ウーダンは最新の3Dモデリング技術を利用して『螺旋建造法』と名付けられた異様とも思える建造法を明らかにするのを助けた。それは彼らがピラミッドの建造に一役買っていたかもしれないと考えていたピラミッドの内部に作られた傾斜路と全く同じであった。2003年にウーダンの父は計画を推進させるために大ピラミッド建造協会(フランス語: Association Construire la Grande Pyramide、略称:ACGP)を創設した。この協会は多くの専門家と会うことを可能にした。

## 著書

### 単著
- Houdin, Jean-Pierre (2006). Khufu: The Secrets Behind the Building of the Great Pyramid. Farid Atiya Press. ISBN 978-977-17-3061-3

### 共著
- Brier, Bob; Houdin, Jean-Pierre (2008). The Secret of the Great Pyramid: How One Man's Obsession Led to the Solution of Ancient Egypt's Greatest Mystery. Collins. ISBN 978-0-06-165552-4
- ボブ・ブライアー、ジャン＝ピエール・ウーダン 著、日暮雅通 訳『大ピラミッドの秘密 : エジプト史上最大の建造物はどのように建築されたか』SBクリエイティブ、2009年11月。ISBN 4797353929。 NCID BB00074303。

## ビデオグラフィー
- Khufu Revealed.

## ゲーム
- アサシン クリード オリジンズ - 開発協力[4]